# 香港醫療輔助隊隊員協會
香港醫療輔助隊隊員協會（英文：The Association of Hong Kong Auxiliary Medical Service Members，縮寫：AAMSM）於2012年6月11日成立，為香港醫療輔助隊的協會，香港醫療輔助隊隊員協會為港九勞工社團聯會成員會之一。至2012年8月28日，香港醫療輔助隊隊員協會共有20名會員，理事長為陳衛聰。　　

## 宗旨
香港醫療輔助隊隊員協會宗旨主要分成為12項：當中最主要包括了為到醫療輔助隊隊員爭取及維持公平與合理的工作時間及其他僱傭條件，並且廣泛地保障其會員的利益。其餘包括：促進醫療輔助隊與隊員溝通、為到會員以至家屬提供福利（例如疾病、意外、殘廢、患難、失業、分娩及退休的經濟援助等）及康樂活動等、提供法律顧問服務、出版刊物及舉辦教育講座等。

## 歷史
香港人口老化問題愈趨嚴重，對於非緊急救護車需求與日俱增，令到醫療輔助隊隊員的工作壓力日益沉重。至2012年8月28日，醫療輔助隊共有6輛分別在香港島、九龍及新界執勤而負責非緊急救諼服務的救護車；於2011年，私家醫院、衞生署及醫院管理局曾經使用此項服務達1萬6千多次。有隊員指出，部分隊員的服務時數符合勞工法例的連續性合約「四一八」（即連續工作4周，每周的工作時間不少於18小時）規定，但是僅獲得發配時薪及強積金供款，未有獲得勞工法例所賦予正職僱員所可以享有的福利，例如年假等等。其中負責非緊急救護服務及在全香港7所美沙酮診所當值的2百多名兼職人員的每月工作時間最多達25更，每更達至8至9小時，工作時間符合「四一八」規定。
故此，有隊員於2012年6月11月成立香港醫療輔助隊隊員協會，以爭取隊員享有合理待遇。同年6月26日，香港醫療輔助隊隊員協會第一屆理事會產生。

## 反應
醫療輔助隊回應表示，醫療輔助隊為志願部隊，乃是根據《輔助隊薪酬及津貼條例》的規定去支付薪酬以及發配津貼。理事長陳衞聰表示，醫療輔助隊分為全職及兼職志願人員，前者享有香港公務員薪酬福利，而後者人數則佔多數，有時薪及強積金供款。而且根據《醫療輔助隊條例》，醫療輔助隊人員均為志願人員，非兼職人員。

## 外部連結
- 香港醫療輔助隊隊員協會